# Chi Chi (panda)
Pour les articles homonymes, voir Chi Chi.
Chi Chi (chinois : 姬姬 ; pinyin : Jī Jī), née en 1957 au Sichuan en Chine et morte le 22 juillet 1972 à Londres en Grande-Bretagne, est un panda géant femelle, mascotte du zoo de Londres.
Chi Chi n'est pas le premier panda hébergé par le zoo de Londres, quatre pandas géants ayant déjà été présentés depuis 1938, mais Chi Chi est devenue très populaire et très aimée des Britanniques.

## Biographie
Chi Chi, née dans la nature et capturée avant l'âge d'un an, est emmenée au zoo de Pékin.
Un animalier autrichien, Heini Demmer l'échange en mai 1958  contre une collection de trophées africains et l'emporte au parc zoologique de Moscou. Après une semaine de repos, l'animal est transféré au zoo de Berlin-Est, le Tierpark Berlin, dont le directeur est alors le zoologue  Prof. Heinrich Dathe (1910-1991). La  jeune femelle y reste trois semaines pendant lesquelles elle attire plus de 400 000 visiteurs.
Pendant ce temps, elle est revendue à un zoo américain. Cependant, du fait de l'embargo commercial décrété au même moment à l'encontre de la Chine communiste, le visa d'entrée sur le territoire américain est refusé à Chi Chi.
La  jeune panda est alors hébergée quelque temps au zoo de Copenhague. Heini Demmer décida de la louer à différents zoos européens. C'est ainsi que Chi Chi arriva au Zoo de Londres le 5 septembre 1958. L'animal ne manqua pas d'attirer un public nombreux par la bonhommie de son aspect. Ainsi devint-elle la mascotte du Zoo, faisant d'elle une nouvelle réussite de la « Diplomatie du Panda ».
Bien que la Zoological Society of London n'aie pas encouragé la capture des animaux en voie de disparition, et bien que le séjour de l'animal n'ait été initialement prévu que pour trois semaines, son achat fut décidé pour la somme de 12 000 livres le 26 septembre 1958.
Plusieurs tentatives de reproduction, notamment avec An An, un panda géant mâle du zoo de Moscou, se soldèrent par des échecs.
En 1972, les Britanniques furent très peinés par la mort de Chi Chi, à tel point qu'une veillée funèbre fut organisée. Par la suite, il fut décidé d'empailler l'animal et de l'exposer dans une vitrine du musée d'histoire naturelle de Londres.

## Anecdotes
Chi Chi fut choisie par Sir Peter Scott comme logo du World Wildlife Fund (WWF) qu'elle incarne toujours même si le graphisme en a été légèrement modifié lorsque la fondation devint le World Wide Fund for Nature,.